# Quia vir reprobus
Mit der Päpstlichen Bulle Quia vir reprobus vom 16. November 1329 wurde der Streit zwischen Papst Johannes XXII. und den Franziskanern fortgesetzt. Nun ging es aber weniger um den franziskanischen Armutsbegriff als vielmehr um einen personifizierten Machtkampf zwischen dem Papst, dem König und dem Ordensoberen.

## Armutsstreit
Nach der Bulle Quia quorundam vom 10. November 1324 und seiner Flucht aus Avignon  antwortet der Ordensgeneral der Franziskaner Michael von Cesena dem Papst mit einem Pamphlet, welches er mit seinen Mitstreitern verfasst hatte. Er erklärte hierin den Papst zum Ketzer und unterstützte die Absetzungserklärung, die durch König Ludwig der Bayer in Pisa ausgerufen worden war.
Nun wiederum antwortete Johannes XXII. mit dieser Bulle und warnt alle Rechtgläubigen vor dem Umgang mit diesen Abtrünnigen. Daraufhin veröffentlicht Michael von Cesena die Erklärung von Pisa (Appelatio maior und minor) und verteidigt im vollen Umfang die Armutsauffassung der Franziskaner gegen die päpstlichen Regelauslegungen.

## Kernfrage
Johannes XXII. ging erneut auf die Kernfrage Armut ein, die da lautete: Haben Christus und die Apostel Eigentum gehabt oder waren sie ohne Besitz und könnten daraus die Franziskaner ihr Recht auf evangelische Armut ableiten? In der Bulle belegt er mit Hilfe einer verbreiteten, auf Augustinus sich berufenden Lehre, dass Jesus Eigentum an weltlichen Gütern besessen haben müsste, da schließlich nach göttlichem Recht den Gerechten alles gehöre.

## Zum Ende des Armutsstreits
Mit dieser letzten Bulle über den Armutsstreit endete die Auseinandersetzung mit den Vertretern der evangelischen Armut. Auf dem 1329 abgehaltenen Generalkapitel der Franziskaner in Paris wurde, nachdem mehrere Ordensobere abgesetzt und ausgetauscht worden waren, Gerald Eudes zum Generalminister des Ordens gewählt. Eudes war ein persönlicher Freund des Papstes und gehörte zu den konventionellen Ordensmitgliedern.